# Aeroportul Internațional Al Ain
Aeroportul Internațional Al Ain (IATA: AAN, ICAO: OMAL) este un aeroport din Emiratele Arabe Unite ce deservește zona Al Ain. Aeroportul a fost tranzitat în 2017 de 136.519 pasageri. A fost deschis în 31 martie 1994 și numit după zona deservită.
Situat la o altitudine de 265 m, aeroportul dispune de 1 pistă. Este operat de Abu Dhabi Airports⁠(d).

## Infrastructură

### Piste
Aeroportul dispune de o singură pistă. Pista are orientarea 01/19.